# Driedaagse Brugge-De Panne 2019
La Driedaagse Brugge-De Panne 2019 (it. Tre giorni di Bruges-De Panne), quarantatreesima edizione della corsa e valida come decima prova dell'UCI World Tour 2019 categoria 1.UWT, si svolse il 27 marzo 2019 su un percorso di 200,3 km, con partenza da Bruges e arrivo a De Panne, in Belgio. La vittoria fu appannaggio dell'olandese Dylan Groenewegen, il quale completò il percorso in 4h36'32", alla media di 43,46 km/h, precedendo il colombiano Fernando Gaviria e l'italiano Elia Viviani.
Sul traguardo di De Panne 155 ciclisti, su 166 partiti da Bruges, portarono a termine la competizione.

## Squadre e corridori partecipanti
| N.      | Cod. | Squadra               |
| ------- | ---- | --------------------- |
| 1-7     | DQT  | Deceuninck-Quick-Step |
| 11-17   | AST  | Astana Pro Team       |
| 21-27   | BOH  | Bora-Hansgrohe        |
| 31-37   | CPT  | CCC Team              |
| 41-47   | EF1  | EF Education First    |
| 51-57   | LTS  | Lotto Soudal          |
| 61-67   | MTS  | Mitchelton-Scott      |
| 71-77   | MOV  | Movistar Team         |
| 81-87   | TDD  | Team Dimension Data   |
| 91-97   | TJV  | Team Jumbo-Visma      |
| 101-107 | TKA  | Team Katusha Alpecin  |
| 111-117 | SKY  | Team Sky              |

| N.      | Cod. | Squadra                    |
| ------- | ---- | -------------------------- |
| 121-127 | SUN  | Team Sunweb                |
| 131-137 | TFS  | Trek-Segafredo             |
| 141-147 | UAD  | UAE Team Emirates          |
| 151-157 | COF  | Cofidis, Solutions Crédits |
| 161-167 | COC  | Corendon-Circus            |
| 171-177 | TDE  | Direct Énergie             |
| 181-187 | ICA  | Israel Cycling Academy     |
| 191-197 | ROC  | Roompot-Charles            |
| 201-207 | SVB  | Sport Vlaanderen-Baloise   |
| 211-217 | VCB  | Vital Concept-B&B Hotels   |
| 221-227 | WVA  | Wallonie Bruxelles         |
| 231-237 | WGG  | Wanty-Gobert Cycling Team  |

## Ordine d'arrivo (Top 10)
| Pos. | Corridore            | Squadra       | Tempo    |
| ---- | -------------------- | ------------- | -------- |
| 1    | Dylan Groenewegen    | Jumbo         | 4h36'32" |
| 2    | Fernando Gaviria     | UAE           | s.t.     |
| 3    | Elia Viviani         | Deceuninck    | s.t.     |
| 4    | Nacer Bouhanni       | Cofidis       | s.t.     |
| 5    | Justin Jules         | Wallonie      | s.t.     |
| 6    | Kristoffer Halvorsen | Sky           | s.t.     |
| 7    | Jonas Van Genechten  | Vital Concept | s.t.     |
| 8    | Luka Mezgec          | Mitchelton    | s.t.     |
| 9    | Giacomo Nizzolo      | Dimension     | s.t.     |
| 10   | Mike Teunissen       | Jumbo         | s.t.     |